# Solnhofen
Solnhofen est une commune de l'Arrondissement de Weißenburg-Gunzenhausen, en Moyenne-Franconie, en Bavière. Sur cette commune se trouve un important site paléontologique où l'on a trouvé les fossiles d'Archeopteryx et des premiers ptérosaures découverts, les célèbres ptérodactyles. Ils proviennent des carrières voisines ouvertes dans le calcaire lithographique de Solnhofen daté du Jurassique supérieur. Certains de ces fossiles sont exposés dans le musée de la ville, le Bürgermeister-Müller-Museum.

## Géographie

Solnhofen dans l'Arrondissement de Weissenburg-Gunzenhausen

Solnhofen est situé sur la Altmühl et est entouré de carrières. La ville est située dans l´ Arrondissement de Weissenburg-Gunzenhausen. Il a trois districts: Eßlingen, Hochholz et Solnhofen. Les villes voisines sont Pappenheim, Langenaltheim, Schernfeld et Mörnsheim.
C'est le lieu d'exploitation des premières carrières de pierres lithographiques.

## Histoire
Solnhofen est mentionnée dans la seconde moitié du VIIIe siècle sous le nom de Husen. Charles Martel nomme en 758 saint Sola pour gérer le village. Il a construit un monastère. Selon lui, l'endroit a été nommé plus tard. Sa tombe église, la Sola-Basilique, on peut encore voir aujourd'hui.
Solnhofen a été incendiée en 1420 et gravement endommagée pendant la Guerre de Trente Ans. La gare de chemin de fer a ouvert en 1870. Entre 1903 et 1905 l'église Saint-Sola a été construite. Depuis 1968 le musée de Bürgermeister Müller expose des fossiles.

## Galerie

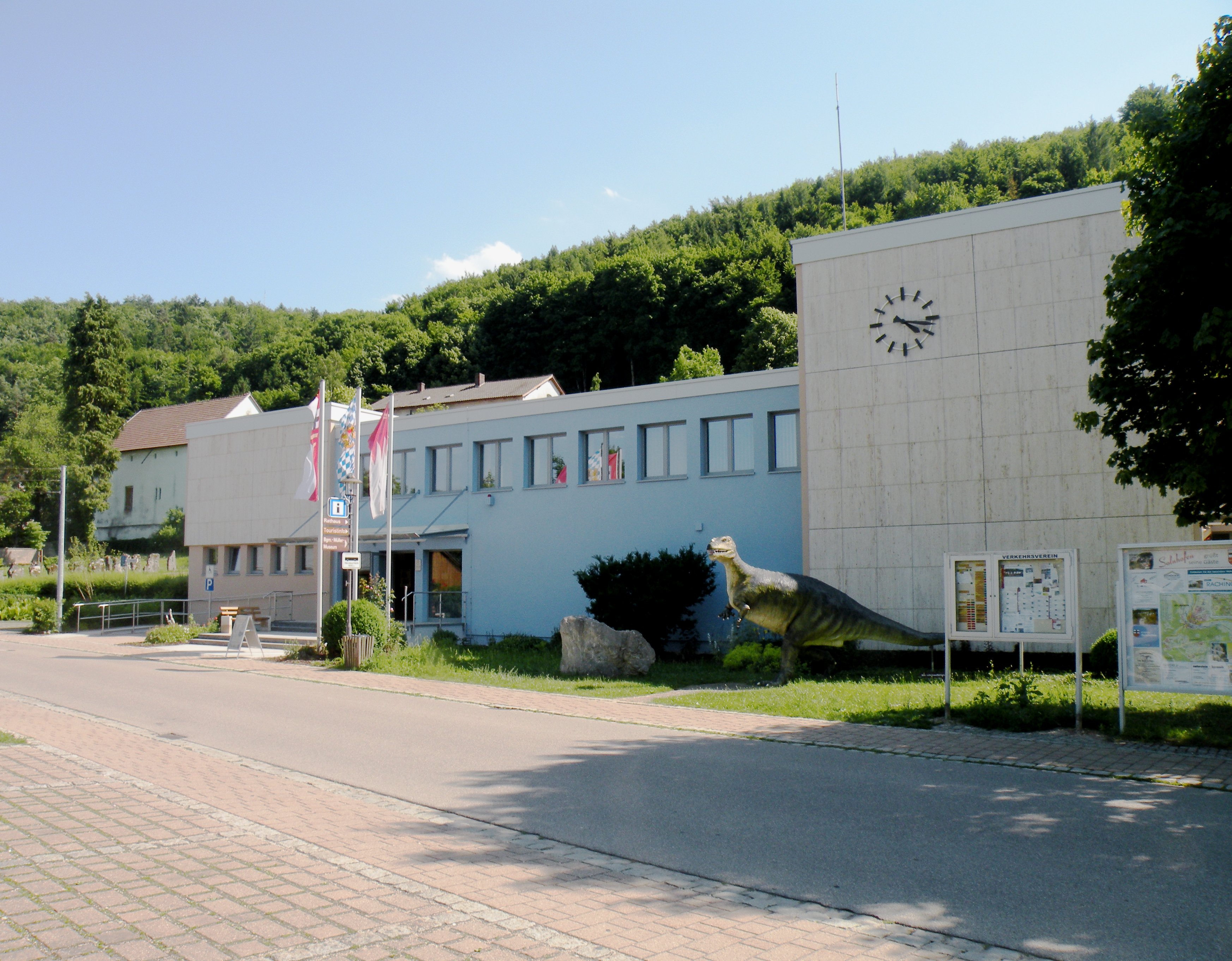
Le musée Bürgermeister-Müller-Museum.
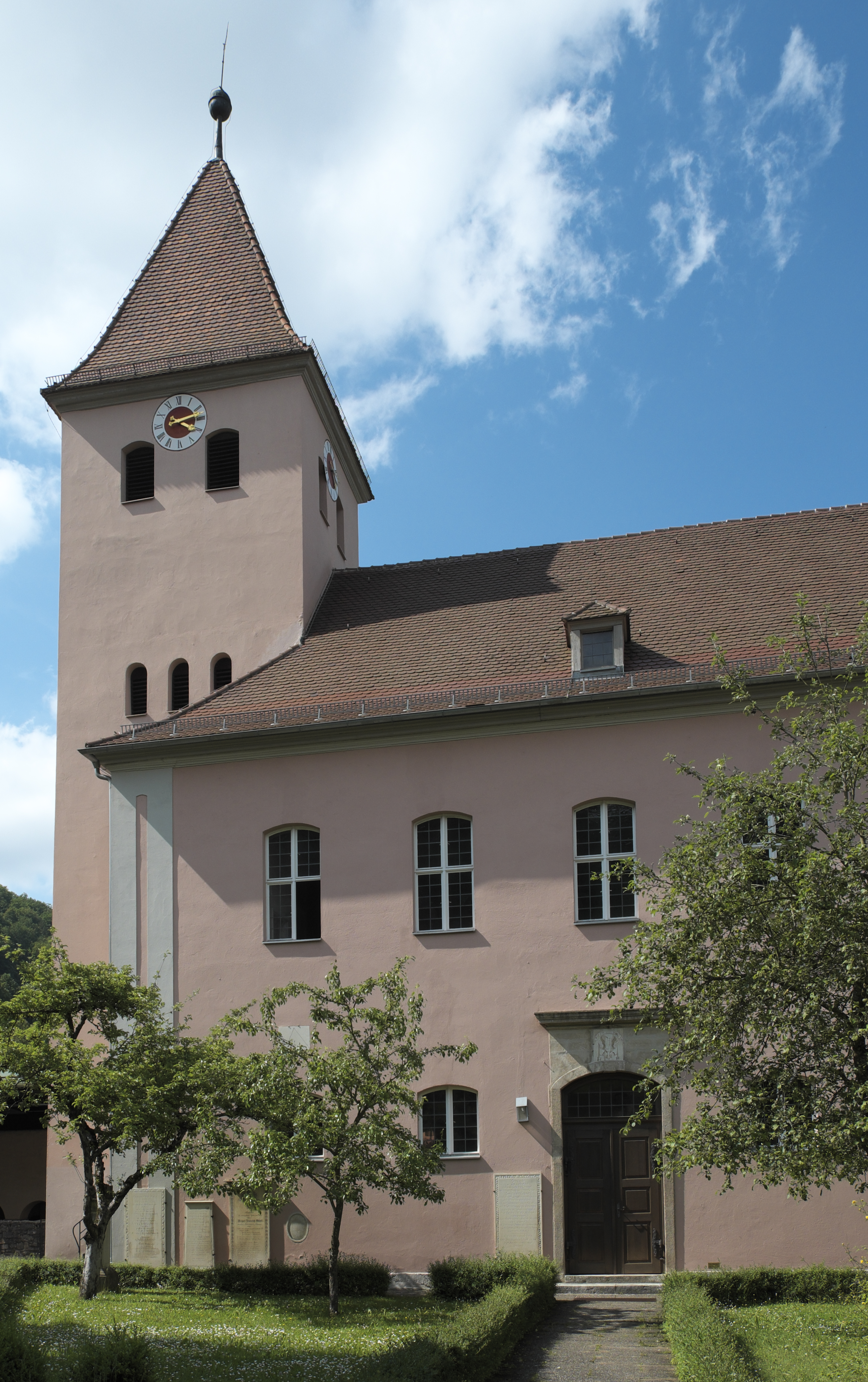
L'église Saint-Veit.
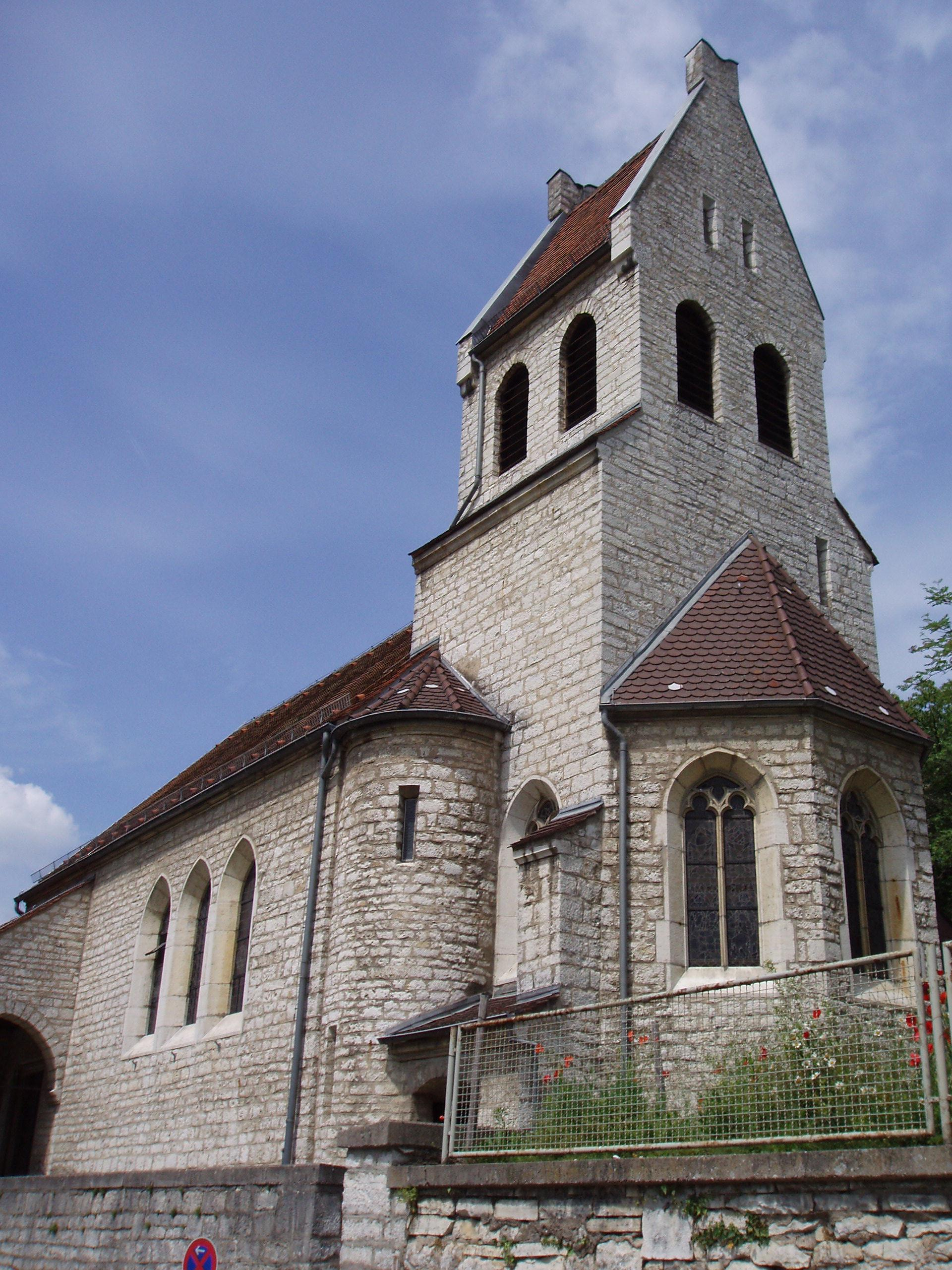
L'église Saint-Sola.
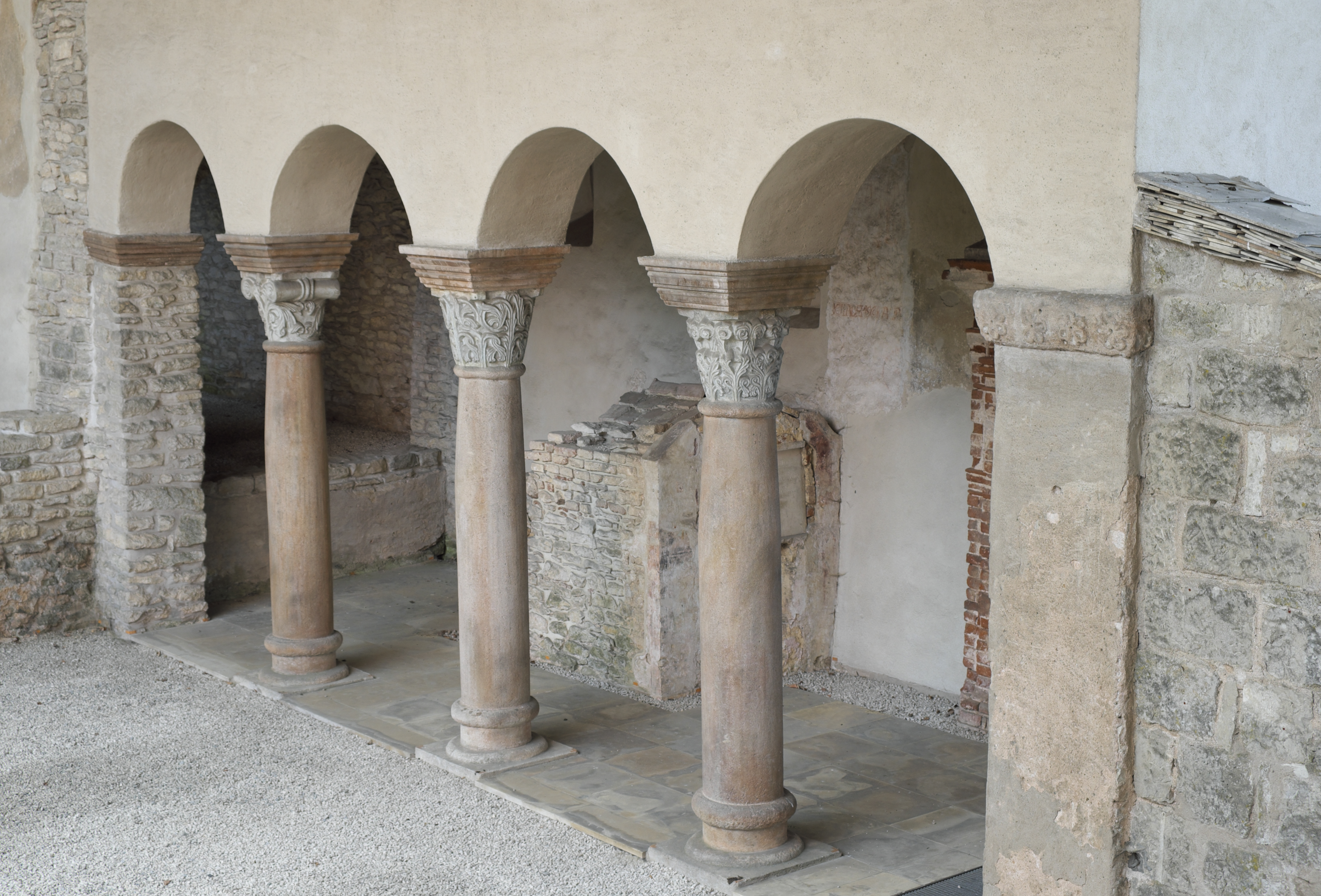
La Sola-Basilique.
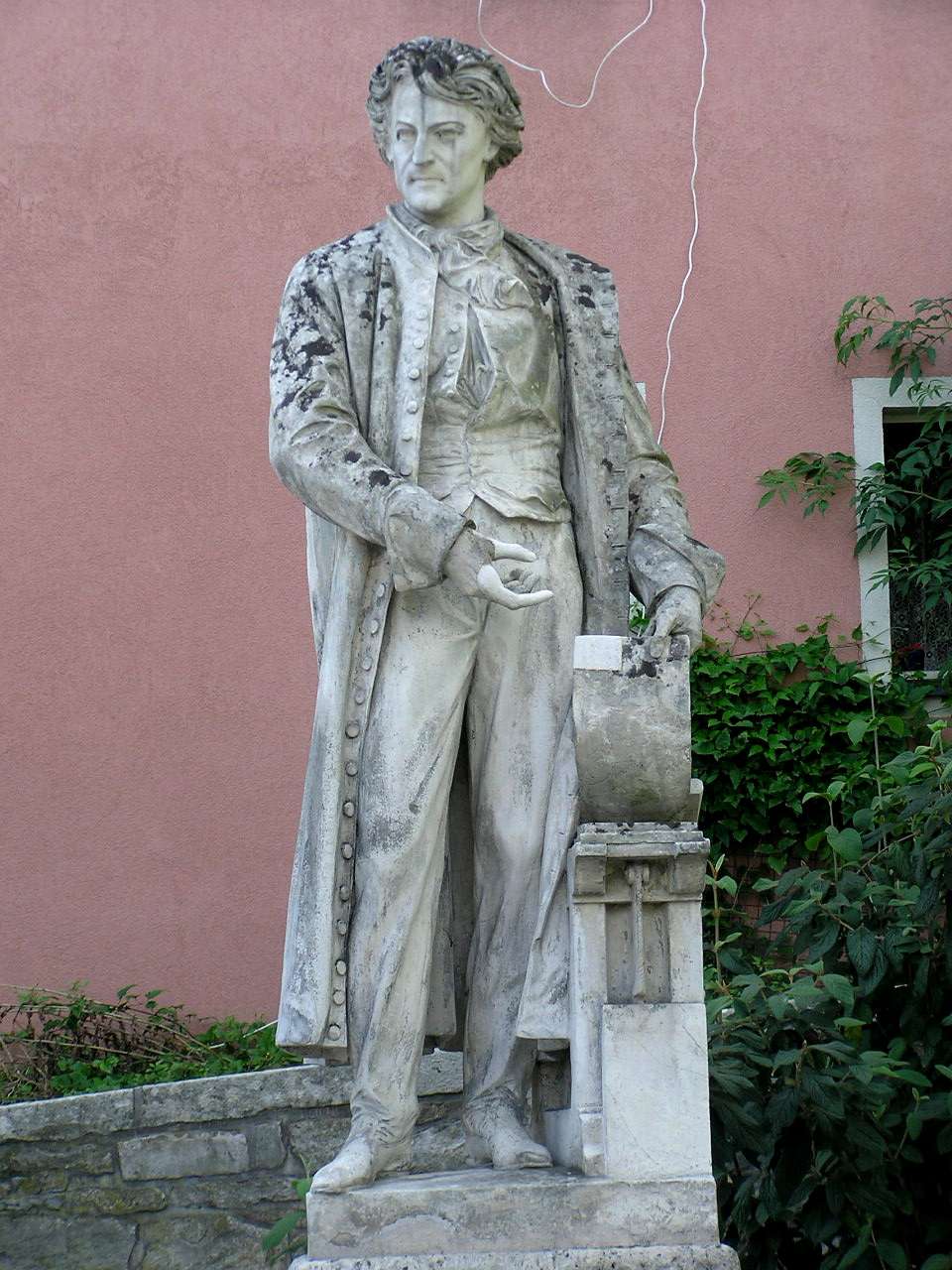
Le monument d’Aloïs Senefelder.

## Personnalités liées à la ville
- Richard Arauner (1902-1936), Oberführer de SS